# Víkend (film, 2015)
A Víkend 2013-ban forgatott, 2015-ben bemutatott színes, magyar thriller, Mátyássy Áron rendezésében, Gryllus Dorka, Simon Kornél és Lengyel Tamás főszereplésével. A film jeleneteit Erdélyben, Izraelben, a Bükkben, a Pilisben, valamint a bakonyi Gézaházán lévő egykori Postásüdülőben vették fel.

## Történet
Három magabiztos budapesti sikerember, István az építési vállalkozó, Márta az ügyvédje, és László, az ügyvédnő férje vadászni érkeznek Erdélybe, a hegyek közt megbúvó faluba, hogy kipihenjék a legutóbbi – első fokon felmentéssel zárult – bírósági ügyük fáradalmait. A vadászat során Márta véletlenül lelő egy helybeli férfit, és a rendőrség értesítése helyett a holttest eltüntetését választja. Azonban a vadászat szervezője szemtanúja lesz az esetnek, és pénzért hajlandó hallgatni. A hétvégi pihenés helyett egy sötét, titkokkal teli víkend következik. Lassanként kiderül, hogy senki sem az, akinek látszik.

## Szereplők
| Színész                  | Szereplő            |
| ------------------------ | ------------------- |
| Gryllus Dorka            | Márta               |
| Simon Kornél             | Laci                |
| Lengyel Tamás            | István              |
| Vass Teréz               | Alina               |
| Szabó Domokos            | Lóri                |
| Árpa Attila              | András              |
| Kádas József             | Deák Márton         |
| Bárnai Péter             | Áron, Alina barátja |
| Papp János               | Csurgói             |
| Kasvinszki Attila        | Kasi                |
| Vass Richárd             | Sovány              |
| Orbán Levente            | Sebhelyes           |
| Kozma Károly             | Karesz              |
| Csatlós Lóránt           | Bátor               |
| Molinar István           | Mosolygós           |
| Czene Csaba              | Viorel              |
| Szalánczy Áron           | Rozsda              |
| Fazekas Géza             | Kristóf             |
| Pusztai Ferenc           | Államtitkár         |
| Ozvald Enikő             | Julika              |
| Novák Erik               | Kasszafúró          |
| Pelsőczy Réka            | Bírónő              |
| Gerner Csaba             | Biztonsági őr       |
| Fenyvesi Laura           | Recepciós           |
| Karagics Ildikó          | Riporter            |
| Sanaya Pandit            | Lány                |
| Zoya Canadey             | Kaysha              |
| Gayathri Kasupathipillai | Kaysha anyja        |
| Daxesh Patel             | Kaysha apja         |